# Singin' in the Rain (musical)
Singin' in the Rain is een musical met een boek van Betty Comden en Adolph Green, liedteksten van Arthur Freed en muziek van Nacio Herb Brown. Het is een bewerking van de gelijknamige film uit 1952. De première was op 30 juni 1983 op West End, Londen. Twee jaar later, in 1985, was de productie ook op Broadway te zien. Sindsdien waren er meerdere internationale producties, onder andere in Noorwegen, Frankrijk, Australië en Rusland.

## Verhaal
Het verhaal van de musical is erg trouw aan de film. Het speelt zich af in Hollywood, in de laatste dagen van het stommefilmtijdperk. De toeschouwer volgt de gevestigde sterren Don Lockwood en Lina Lamont, die na veel succesvolle stomme films hun eerste geluidsfilm uitbrengen: The Jazz Singer. De film wordt een groot succes. In de media worden zij afgeschilderd als liefdespaar, iets dat niet overeenstemt met de realiteit. Lina gelooft er echter heilig in, ondanks Dons pogingen om het te stoppen. De situatie wordt ingewikkelder wanneer Don verliefd wordt op de jonge actrice Kathy Selden. De filmstudio bepaalt dat de dan in productie zijnde stomme film, The Duelling Cavalier, een geluidsfilm moet worden. De opnamen verlopen desastreus, doordat Lina's stem verre van geschikt is voor het nieuwe medium. Don Lockwood en zijn vriend besluiten om Kathy de stem van Lina opnieuw in te laten spreken om de film te redden. Wanneer Lina daarachter komt, doet ze er alles aan om de film en de relatie tussen Kathy en Don te saboteren. Lina beveelt de studio om in haar contract op te nemen dat Kathy al haar partijen inspreekt maar niet in de credits te zien is. Kathy heeft door haar contract geen andere keuze dan ermee in te stemmen. De première is een groot succes. Het publiek vraagt Lina om een bekend lied uit de film te zingen. Lina playbackt het lied, terwijl Kathy achter een gordijn zingt. Wanneer Don en Cosmo het gordijn opendoen, valt Lina door de mand. Kathy wordt een grote ster en Lina's carrière komt ten einde.

## Nummers
1e akte
- Overture - Orchestra
- Fit as a Fiddle - Don Lockwood, Cosmo Brown
- The Royal Rascal - Orkest
- You Stepped Out of a Dream - Don Lockwood & Ensemble
- All I Do Is Dream of You - Kathy Selden en Girls of the Coconut Grove
- You Stepped Out of a Dream (Reprise) - Don Lockwood
- Make 'Em Laugh - Cosmo Brown
- Beautiful Girls - Production Tenor en vrouwelijk ensemble
- You Are My Lucky Star - Kathy Selden
- You Were Meant for Me - Don Lockwood & Kathy Selden
- Moses Supposes - Don Lockwood, Cosmo Brown
- Moses Supposes (Reprise) - Ensemble
- Good Morning - Don Lockwood, Cosmo Brown, Kathy Selden
- Singin' in the Rain - Don Lockwood

2e akte
- Entr'acte - Orkest
- Good Morning (Reprise)- Ensemble
- Would You? - Kathy Selden
- What's Wrong with Me? - Lina Lamont
- The Broadway Ballet (aka Broadway Rhythm) - Cosmo Brown, Don Lockwood en Ensemble
- Would You? (Reprise)- Kathy Selden Playbackend for Lina) & Cosmo Brown
- You Are My Lucky Star (Reprise) - Kathy Selden en Don Lockwood
- Singin' in the Rain (Finale) - Ensemble
- Exit Music - Orkest